# 코파 델 레이 2013-14
코파 델 레이 2013-14(스페인어: Copa del Rey de Fútbol 2013-14)은 코파 델 레이의 110번째 시즌이다. 
이 시즌은 2013년 9월 4일에 시작되어 2014년 4월 16일에 발렌시아의 메스타야에서 열린 결승전으로 막을 내렸다. 레알 마드리드는 바르셀로나를 2-1로 이기고 3년 만이자 통산 19번째 대회 우승을 거두었다. 이 대회에서 우승을 거둘 경우 유로파리그 조별 리그 진출권을 확보할 수 있었다.
전 시즌 우승을 거둔 아틀레티코 마드리드는 레알 마드리드와의 준결승전에서 패해 탈락했다.

## 일정과 형식
2013년 8월 8일, 스페인 왕립 축구 연맹(RFEF)가 대회 일정을 발표했는데, 전 시즌과 대회 형식이 동일했다.
| 단계     | 추첨 날짜          | 경기 날짜           | 편성 쌍 수 | 구단 수                                                                                  | 상세 정보 |
| -------- | ------------------ | ------------------- | ---------- | ---------------------------------------------------------------------------------------- | --- |
| 1라운드  | 2013년 8월 20일    | 2013년 9월 4일      | 18         | 83 → 65                                                                                  | 합류: 3부 및 2부 B 리그 구단 합류 부전승: 세군다 디비시온 B 소속 7개 구단이 부전승으로 진출. 상대 시드: 구단들은 지역 조건에 따라 맞대결 성사. 지역 시드: 추첨에 따라 결정. 토너먼트전 형식: 단판 승부 코파 페데라시온 진출: 경기 패자는 코파 페데라시온 전국 라운드 참가. |
| 2라운드  | 2013년 8월 20일    | 2013년 9월 11일     | 22         | 65 → 43                                                                                  | 합류: 2부 리그 구단 합류. 부전승: 1라운드 참가 구단들 중 하나가 부전승으로 진출. 상대 시드: 세군다 디비시온 구단들은 상호 맞대결. 지역 시드: 추첨에 따라 결정. 토너먼트전 형식: 단판 승부                                                                                  |
| 3라운드  | 2013년 9월 13일    | 2013년 10월 16일    | 11         | 43 → 32                                                                                  | 부전승: 이전에 부전승으로 진출한 적 없는 2부 B 혹은 3부 리그 구단 중 하나가 부전승으로 진출. 상대 시드: 세군다 디비시온 구단들은 상호 맞대결. 지역 시드: 추첨에 따라 결정. 토너먼트전 형식: 단판 승부                                                                      |
| 32강전   | 2013년 11월 8일    | 2013년 12월 6–8일   | 16         | 32 → 16                                                                                  | 합류: 1부 리그 구단 합류. 상대 시드: 유럽대항전에 참가하는 7개 구단은 남은 2부 B 및 3부 리그 구단 상대. 남은 2부 리그 5개 구단은 라 리가 구단 상대. 나머지 8개 1부 리그 구단은 상호 맞대결. 지역 시드: 하위 리그 구단은 1차전을 안방에서 치름. 토너먼트전 형식: 1·2차전    |
| 32강전   | 2013년 11월 8일    | 2013년 12월 17–19일 | 16         | 32 → 16                                                                                  | 합류: 1부 리그 구단 합류. 상대 시드: 유럽대항전에 참가하는 7개 구단은 남은 2부 B 및 3부 리그 구단 상대. 남은 2부 리그 5개 구단은 라 리가 구단 상대. 나머지 8개 1부 리그 구단은 상호 맞대결. 지역 시드: 하위 리그 구단은 1차전을 안방에서 치름. 토너먼트전 형식: 1·2차전    |
| 16강전   |                    | 2014년 1월 7–9일    | 8          | 16 → 8                                                                                   | 상대 시드: 추첨에 따라 결정. 지역 시드: 하위 리그 구단은 1차전을 안방에서 치름. 토너먼트전 형식: 1·2차전 |
| 16강전   | 2014년 1월 14–16일 |                     | 8          | 16 → 8                                                                                   | 상대 시드: 추첨에 따라 결정. 지역 시드: 하위 리그 구단은 1차전을 안방에서 치름. 토너먼트전 형식: 1·2차전 |
| 8강전    |                    | 2014년 2월 21–23일  | 4          | 8 → 4                                                                                    | 상대 시드: 추첨에 따라 결정. 지역 시드: 하위 리그 구단은 1차전을 안방에서 치름. 토너먼트전 형식: 1·2차전 |
| 8강전    | 2014년 1월 28–30일 |                     | 4          | 8 → 4                                                                                    | 상대 시드: 추첨에 따라 결정. 지역 시드: 하위 리그 구단은 1차전을 안방에서 치름. 토너먼트전 형식: 1·2차전 |
| 준결승전 |                    | 2014년 2월 5일      | 2          | 4 → 2                                                                                    | 상대 시드: 추첨에 따라 결정. 지역 시드: 하위 리그 구단은 1차전을 안방에서 치름. 토너먼트전 형식: 1·2차전 |
| 준결승전 | 2014년 2월 11–12일 |                     | 2          | 4 → 2                                                                                    | 상대 시드: 추첨에 따라 결정. 지역 시드: 하위 리그 구단은 1차전을 안방에서 치름. 토너먼트전 형식: 1·2차전 |
| 결승전   | 2014년 4월 16일    | 1                   | 2 → 1      | RFEF가 지정한 경기장에서 단판 승부. 유로파리그 진출: 승자는 유로파리그 조별 리그에 진출. | |

참고
- 1·2차전 형식에서는 원정 다득점 원칙 적용, 단판 승부 경기에서는 미적용
- 동률로 끝난 경기는 연장전에 돌입; 이후에도 동률인 경우 승부차기로 다음 라운드 진출 구단 결정.
- 우승 구단은 유로파리그 진출권 확보:[3] 우승 구단이 이미 챔피언스리그 진출권을 획득한 경우 대회 준우승 구단이 대회 3차 예선전 진출권을 획득하고 라 리가 5위 및 6위 구단("UEFA 라이선스"가 없는 구단은 제외)이 각각 조별 리그와 플레이오프전 진출. 그러나, 대회 준우승 구단도 유로파리그 순위(5위나 6위)를 기록한 경우 라 리가 5위, 6위, 7위 구단이 각각 조별 리그, 플레이오프전, 3차 예선전 진출.
 이와 유사하게 양 구단이 모두 챔피언스리그 진출권을 획득한 경우에도 라 리가 5위, 6위, 7위 구단이 각각 조별 리그, 플레이오프전, 3차 예선전 진출.

## 진출 구단
다음 구단들이 2013-14 시즌 코파 델 레이에 참가했다:
라리가 2013-14의 20개 구단:
- 알메리아
- 아틀레틱 빌바오
- 아틀레티코 마드리드
- 바르셀로나
- 베티스
- 셀타 비고
- 엘체
- 에스파뇰
- 헤타페
- 그라나다
- 레반테
- 말라가
- 오사수나
- 라요 바예카노
- 레알 마드리드
- 레알 소시에다드
- 세비야
- 발렌시아
- 바야돌리드
- 비야레알

세군다 디비시온 2013-14의 20개 구단. (2군인 바르셀로나 B와 카스티야 제외):
- 알라베스
- 알코르콘
- 코르도바
- 데포르티보
- 에이바르
- 지로나
- 에르쿨레스
- 하엔
- 라스 팔마스
- 루고
- 마요르카
- 미란데스
- 무르시아
- 누만시아
- 폰페라디나
- 레크레아티보
- 사바델
- 스포르팅 히혼
- 테네리페
- 사라고사

세군다 디비시온 B 2013-14에 참가하는 35개 구단. 대회에 참가하는 구단들은 각 4개 조의 상위 5개 구단(2군 제외)들이며, 5개 구단은 나머지 2군이 아닌 구단들 중(*) 승점이 가장 높은 구단들이며, 11개 구단은 테르세라 디비시온 2012-13에서 조 우승을 차지한 구단들로 세군다 디비시온 B에 승격한 구단들이다:
- 알바세테
- 알코야노
- 알헤시라스
- 아모레비에타
- 리넨세
- 바라칼도
- 부르고스
- 카르타헤나
- 카우달
- 에시하
- 엘 팔로
- 푸엔라브라다
- 짐나스틱
- 과달라하라
- 우에스카
- 우라칸 발렌시아
- 라 오야 로르카
- 라우디오
- 레가네스
- 로스피탈레트
- 례이다 에스포르티우
- 루세나
- 올림피크 하티바
- 올로트
- 오비에도
- 푸에르타 보니타
- 라싱 페롤
- 라싱 산탄데르
- 레알 우니온
- 산 페르난도
- 산트 안드레우
- 사리녜나
- 톨레도
- 트로페손
- 투델라노

테르세라 디비시온 2013-14의 8개 구단. 본선에 진출한 구단들 중 일곱은 전 시즌 테르세라 디비시온 우승을 거둔 18개 구단들에 포함되며 이 중 세군다 디비시온 B 승격되지 못한 구단들(혹은 각 조에서 2군을 제외하고 가장 많은 승점을 적립한 구단)이고, 헤레스는 세군다 디비시온에서 강등된 구단이다:
- 아틀레티코 그라나디야
- 엑스트레마두라
- 아로
- 노벨다
- 산 후안
- 산타 에울랄리아
- 투이야
- 헤레스

## 1라운드
1라운드와 2라운드 추첨식은 2013년 8월 20일 13:00(CEST)에 마드리드 라스 로사스의 축구 도시 RFEF 본부에서 진행되었다. 1라운드에는 세군다 디비시온 B와 테르세라 디비시온의 36개 구단이 합류했다. 추첨식에서 처음 등장한 세군다 디비시온 B 구단들(푸엔라브라다, 로스피탈레트, 례이다, 루세나, 올림피크 데 하티바, 라싱 산탄데르, 그리고 투델라노)은 부전승으로 다음 라운드에 진출했고, 나머지 세군다 디비시온 B와 테르세라 디비시온은 지역 조건에 따라 조가 나뉘었다:
| 1포트 1조 | 2포트 2조 | 3포트 3조 | 4포트 4조 |
| --- | --- | --- | --- |
| 세군다 디비시온 B: 부르고스 카우달 오비에도 라싱 페롤 라싱 산탄데르 * 트로페손 테르세라 디비시온: 아로 투이야 | 세군다 디비시온 B: 아모레비에타 바라칼도 푸엔라브라다 * 우에스카 라우디오 레가네스 푸에르타 보니타 레알 우니온 사리녜나 톨레도 투델라노 * 테르세라 디비시온: 아틀레티코 그라나디야 산 후안 | 세군다 디비시온 B: 알코야노 짐나스틱 우라칸 발렌시아 로스피탈레트 * 례이다 * 올림피크 하티바 * 올로트 산트 안드레우 테르세라 디비시온: 노벨다 페냐 데포르티바 | 세군다 디비시온 B: 알바세테 알헤시라스 리넨세 카르타헤나 에시하 엘 팔로 과달라하라 라 오야 로르카 루세나 * 산 페르난도 테르세라 디비시온: 엑스트레마두라 헤레스 |

참고
- (*) 부전승으로 다음 라운드 진출
- 홀수조는 가능한 경우 인근 규정에 따라 맞대결을 펼친다.

### 경기
| 2013년 9월 4일 | 사리녜나    | 1–0 (연) | 푸에르타 보니타 | 사리녜나                                  |  |  |
| 18:00          | 우베다 105′ | 리포트   |                 | 경기장: 엘 카르멘 심판: 아발로스 마르토스 |  |  |
|                |             |          |                 |                                           |  |  |

| 2013년 9월 4일 | 산트 안드레우                      | 2–1    | 페냐 데포르티바 | 바르셀로나                                |  |  |
| 18:00          | 구스만 34′ · 프란시스 84′ (페널티) | 리포트 | 에탐마네 3′     | 경기장: 나르시스 살라 심판: 페레스 페라사 |  |  |
|                |                                    |        |                 |                                           |  |  |

| 2013년 9월 4일 | 라우디오                                              | 3–1    | 레알 우니온  | 라우디오                        |  |  |
| 19:30          | 아이마르 90+1′ (자책골) · 루아리스 116′ · 헤르만 120′ | 리포트 | 사이사르 66′ | 경기장: 에야쿠리 심판: 리산드루 |  |  |
|                |                                                       |        |              |                                 |  |  |

| 2013년 9월 4일 | 트로페손 | 0–1 (연) | 투이야    | 토렐라베가                                        |  |  |
|                |          | 리포트   | 미겔 103′ | 경기장: 산타 아나 심판: 호세 루이스 코랄 가르시아 |  |  |
|                |          |          |           |                                                   |  |  |

| 2013년 9월 4일 | 레가네스                                   | 3–0 | 아틀레티코 그라나디야 | 레가네스                                  |  |  |
| 20:00 CEST     | 만토나비 29′ · 바예로스 45′ · 알바레스 79′ |     |                       | 경기장: 부타르케 심판: 빅토르 레예스 레알 |  |  |
|                |                                            |     |                       |                                           |  |  |

| 2013년 9월 4일 | 바라칼도 | 1–0 | 아모레비에타 | 바라칼도                                  |  |  |
| 20:00 CEST     | 고티 11′ |     |              | 경기장: 라세사레 심판: 세사르 소토 그라도 |  |  |
|                |          |     |              |                                           |  |  |

| 2013년 9월 4일 | 올로트                     | 3–2 | 우라칸 발렌시아           | 올로트                                               |  |  |
| 20:00 CEST     | 페론 34′, 51′ · 아르날 90′ |     | 루이스미 16′ · 페로나 56′ | 경기장: 무니시팔 돌로트 심판: 이반 곤살레스 곤살레스 |  |  |
|                |                            |     |                           |                                                      |  |  |

| 2013년 9월 4일                          | 아로 | 0–0 (연) (4–2 승부차기)             | 오비에도 | 아로                                           |  |  |
| 20:15 CEST                              |      |                                     |          | 경기장: 엘 마소 심판: 오스카르 가르시아 아레나 |  |  |
|                                         |      | 승부차기                            |          |                                                |  |  |
| 알베르토 · 리에바나 · 로페스 · 수아레스 |      | 세르베로 · 파르도 · 시몬 · 수사에타 |          |                                                |  |  |
|                                         |      |                                     |          |                                                |  |  |

| 2013년 9월 4일 | 카우달       | 1–0 | 라싱 페롤 | 미에레스                                               |  |  |
| 20:15 CEST     | 란데이라 74′ |     |           | 경기장: 에르마노스 안투냐 심판: 아드리안 코르데로 베가 |  |  |
|                |              |     |           |                                                        |  |  |

| 2013년 9월 4일                           | 짐나스틱 | 1–1 (4–2 승부차기)          | 알코야노    | 타라고나                                                           |  |  |
| 20:30 CEST                               | 케롤 91′ |                             | 루비오 104′ | 경기장: 노우 에스타디 심판: 알폰스 멜가레스 데 아길라르 페르난데스 |  |  |
|                                          |          | 승부차기                    |             |                                                                    |  |  |
| 마르코스 · 비알레 · 산체스 · 코치 · 로차 |          | 베요 · 라이코 · 레몬 · 지시 |             |                                                                    |  |  |
|                                          |          |                             |             |                                                                    |  |  |

| 2013년 9월 4일 | 카르타헤나                | 2–1 | 과달라하라 | 카르타헤나                               |  |  |
| 20:30 CEST     | 도밍고 36′ · 메히아스 38′ |     | 톨레도 2′  | 경기장: 카르타고노바 심판: 레보요 로페스 |  |  |
|                |                           |     |            |                                          |  |  |

| 2013년 9월 4일 | 부르고스                      | 3–1 (연) | 산 후안        | 부르고스                                      |  |  |
| 20:30 CEST     | 가브리 26′ · 아브돈 92′, 116′ |          | 루사레타 90+4′ | 경기장: 엘 플란티오 심판: 수베르비올라 수니가 |  |  |
|                |                               |          |                |                                               |  |  |

| 2013년 9월 4일 | 톨레도 | 0–1 | 우에스카   | 톨레도                                       |  |  |
| 20:45 CEST     |        |     | 타리크 11′ | 경기장: 살토 델 카바요 심판: 로페스 푸에르타 |  |  |
|                |        |     |            |                                              |  |  |

| 2013년 9월 4일 | 엑스트레마두라 | 1–2 | 알바세테              | 알멘드랄레호                                    |  |  |
| 21:00 CEST     | 루이스 46′     |     | 몰리나 38′ · 카예 79′ | 경기장: 프란시스코 데 라 에라 심판: 비센테 모랄 |  |  |
|                |                |     |                       |                                                 |  |  |

| 2013년 9월 4일                        | 에시하                        | 2–2 (연) (3–2 승부차기)                              | 라 오야 로르카              | 에시하                                |  |  |
| 21:00 CEST                            | 로페스 3′ · 벨라 73′ (페널티) |                                                      | 마르티네스 8′, 69′ (페널티) | 경기장: 산 파블로 심판: 코야도 로페스 |  |  |
|                                       |                               | 승부차기                                             |                             |                                       |  |  |
| 움베르토 · 세르베라 · 누녜스 · 우베다 |                               | 아르만도 · 후아니토 · 오르투뇨 · 로드리게스 · 산체스 |                             |                                       |  |  |
|                                       |                               |                                                      |                             |                                       |  |  |

| 2013년 9월 4일                      | 엘 팔로       | 1–1 (연) (2–4 승부차기)                  | 헤레스                 | 말라가                                    |  |  |
| 21:00 CEST                          | 후아니요 100′ |                                          | 올리베르 105′ (자책골) | 경기장: 산 이그나시오 심판: 미야 알벤디스 |  |  |
|                                     |               | 승부차기                                 |                        |                                           |  |  |
| 훌리오 · 팔루 · 플로레스 · 가스파르 |               | 니코 · 세오아네 · 쿠로 · 멜로 · 아길라르 |                        |                                           |  |  |
|                                     |               |                                          |                        |                                           |  |  |

| 2013년 9월 4일 | 알헤시라스              | 2–1 | 노벨다   | 알헤시라스                                    |  |  |
| 21:00 CEST     | 페드로 53′ · 로메로 70′ |     | 리알 21′ | 경기장: 누에보 미라도르 심판: 가르시아 마케다 |  |  |
|                |                         |     |          |                                               |  |  |

| 2013년 9월 4일 | 산 페르난도 | 1–0 | 리넨세 | 산 페르난도                                      |  |  |
| 21:30 CEST     | 오카냐 24′  |     |        | 경기장: 이베로아메리카노 심판: 벵후메아 알바레스 |  |  |
|                |             |     |        |                                                  |  |  |

## 2라운드
2라운드 추첨식은 1차전 추첨식과 마찬가지로 2013년 8월 20일에 축구 도시에서 진행되었다. 2라운드에는 2부 B 혹은 3부 리그의 구단과 1라운드 알헤시라스와 노벨다 승자 간 승자가 부전승으로 다음 라운드에 진출했다. 2라운드에는 2부 리그에 속한 구단들이 합류해 상호 맞대결을 펼쳤다. 1라운드 승자와 1라운드를 부전승으로 통과한 구단들도 맞대결을 펼쳤다.
| 1포트 세군다 디비시온 | 2포트 세군다 디비시온 B 테르세라 디비시온 |
| --- | --- |
| 세군다 디비시온: 알라베스 알코르콘 코르도바 데포르티보 에이바르 지로나 에르쿨레스 하엔 라스 팔마스 루고 마요르카 미란데스 무르시아 누만시아 폰페라디나 레크레아티보 사바델 스포르팅 히혼 테네리페 사라고사 | 세군다 디비시온 B: 푸엔라브라다 로스피탈레트 례이다 에스포르티우 루세나 올림피크 하티바 라싱 산탄데르 투델라노 카우달 사리녜나 바라칼도 라우디오 우에스카 올로트 짐나스틱 에시하 산 페르난도 카르타헤나 레가네스 산트 안드레우 엑스트레마두라 부르고스 알헤시라스* 테르세라 디비시온: 아로 투이야 헤레스 |

### 경기
| 2013년 9월 11일 | 투이야 | 0–3 | 부르고스                            | 랑그레오                     |  |  |
| 20:00 CEST      |        |     | 가브리 4′ · 엑토르 70′ · 프라츠 75′ | 경기장: 엘 칸딘 관중 수: 700 |  |  |
|                 |        |     |                                     |                              |  |  |

| 2013년 9월 11일 | 아로           | 1–0 | 사리녜나 | 아로            |  |  |
| 20:15 CEST      | 페르난데스 46′ |     |          | 경기장: 엘 마소 |  |  |
|                 |                |     |          |                 |  |  |

| 2013년 9월 11일                   | 짐나스틱 | 1–1 (연) (4–1 승부차기)         | 알바세테 | 타라고나                                         |  |  |
| 12:00 CEST                        | 케롤 65′ |                                 | 사무 76′ | 경기장: 노우 에스타디 데 타라고나 관중 수: 2,180 |  |  |
|                                   |          | 승부차기                        |          |                                                  |  |  |
| 베르두 · 비알레 · 산체스 · 히네르 |          | 카예 · 이스라엘 · 호세 카를로스 |          |                                                  |  |  |
|                                   |          |                                 |          |                                                  |  |  |

| 2013년 9월 11일 | 로스피탈레트                              | 3–4 (연) | 라싱 산탄데르                                                  | 로스피탈레트 데 료브레가트 |  |  |
| 19:00 CEST      | 무사 9′ · 소리아 66′ (자책골) · 아로 100′ |          | 소리아 17′ (페널티) · 코네 76′ · 안드레우 107′ · 미겔레스 119′ | 경기장: 페이차 랴르가      |  |  |
|                 |                                           |          |                                                                |                            |  |  |

| 2013년 9월 11일 | 산 페르난도 | 0–1 (연) | 투델라노    | 산 페르난도              |  |  |
| 21:30 CEST      |             | 리포트   | 다비드 114′ | 경기장: 이베로아메리카노 |  |  |
|                 |             |          |             |                          |  |  |

| 2013년 9월 11일 | 우에스카 | 0–1 | 카르타헤나 | 우에스카                           |  |  |
| 20:45 CEST      |          |     | 페데 63′   | 경기장: 엘 알코라스 관중 수: 1,000 |  |  |
|                 |          |     |            |                                    |  |  |

| 2013년 9월 11일 | 에시하 | 0–2 | 라우디오                     | 에시하                         |  |  |
| 21:00 CEST      |        |     | 라루세아 16′ · 델 알라모 78′ | 경기장: 산 파블로 관중 수: 400 |  |  |
|                 |        |     |                              |                                |  |  |

| 2013년 9월 11일 | 산트 안드레우               | 2–0 | 올로트 | 바르셀로나                              |  |  |
|                 | 히메네스 28′ · 프란시스 63′ |     |        | 경기장: 캄 무니시팔 포르타 관중 수: 890 |  |  |
|                 |                             |     |        |                                         |  |  |

| 2013년 9월 11일 | 례이다 에스포르티우       | 2–0 | 카우달 | 례이다                               |  |  |
|                 | 이마스 85′ · 디다크 90+2′ |     |        | 경기장: 캄 데스포르츠 관중 수: 1,100 |  |  |
|                 |                           |     |        |                                      |  |  |

| 2013년 9월 11일 | 레가네스                                                                  | 5–1 | 루세나     | 레가네스         |  |  |
| 20:00 CEST      | 마르티네스 16′ (페널티) · 알베르토 22′ · 벨라스코 56′, 77′ · 포스티고 89′ |     | 로페스 77′ | 경기장: 부타르케 |  |  |
|                 |                                                                           |     |            |                  |  |  |

| 2013년 9월 11일 | 올림피크 하티바 | 1–0 | 바라칼도 | 하티바                           |  |  |
| 20:30 CEST      |                 |     |          | 경기장: 라 무르타 관중 수: 1,000 |  |  |
|                 |                 |     |          |                                  |  |  |

| 2013년 9월 11일                              | 헤레스       | 1–1 (연 (4–3 승부차기)                   | 푸엔라브라다 | 헤레스 데 라 프론테라 |  |  |
| 20:30 CEST                                   | 아길라르 54′ |                                          | 몰리노 31′   | 경기장: 차핀          |  |  |
|                                              |              | 승부차기                                 |              |                       |  |  |
| 예페스 · 세오아네 · 피네다 · 멜로 · 아길라르 |              | 칼라 · 아구사 · 산체스 · 도라도 · 로페스 |              |                       |  |  |
|                                              |              |                                          |              |                       |  |  |

| 2013년 9월 10일 | 알라베스     | 1–0 | 사라고사 | 비토리아                                                    |  |  |
| 19:30 CEST      | 비게라 90+1′ |     |          | 경기장: 멘디소로차 관중 수: 7,720 심판: 프란시스코 아리아스 |  |  |
|                 |              |     |          |                                                             |  |  |

| 2013년 9월 10일 | 마요르카   | 1–4 | 알코르콘                                      | 팔마 데 마요르카                                                 |  |  |
|                 | 제라르 77′ |     | 파체코 22′ · 마르티네스 36′ · 플라노 54′, 66′ | 경기장: 이베로스타르 에스타디 관중 수: 6,375 심판: 다비드 메디에 |  |  |
|                 |            |     |                                               |                                                                  |  |  |

| 2013년 9월 11일 | 사바델            | 1–3 | 라스 팔마스                              | 사바델                                  |  |  |
|                 | 가토 50′ (페널티) |     | 마수드 14′ · 아스드루발 83′ · 타토 90+1′ | 경기장: 노바 크레우 알타 관중 수: 2,528 |  |  |
|                 |                   |     |                                          |                                         |  |  |

| 2013년 9월 11일 | 코르도바                | 2–2 (연) (12–13 승부차기) | 데포르티보                    | 코르도바                               |  |  |
| 21:30 CEST | 카바예로 23′ · 아벨 72′ | | 세오아네 49′ · 페르난데스 59′ | 경기장: 누에보 아르캉헬 관중 수: 9,783 |  |  |
| |                         | 승부차기 |                               |                                        |  |  |
| 아벨 · 카바예로 · 로페스 실바 · 스트라만 · 다빌라 · 페드로 · 사무 · 크루스 · 베르나르도 · 후안 카를로스 · 카바예로 · 로페스 실바 · 스트라만 · 다빌라 |                         | 세오아네 · 후안 카를로스 · 빌크 · 페르난데스 · 이글레시아스 · 베르간티뇨스 · 마누엘 파블로 · 포르노스 · 텔레스 · 파브리시오 · 세오아네 · 후안 카를로스 · 빌크 · 페르난데스 |                               |                                        |  |  |
| |                         | |                               |                                        |  |  |

| 2013년 9월 11일                              | 루고         | 1–1 (연) (4–3 승부차기)                        | 미란데스  | 루고                             |  |  |
| 21:00 CEST                                   | 알바레스 23′ |                                                | 무니스 3′ | 경기장: 앙초 카로 관중 수: 3,000 |  |  |
|                                              |              | 승부차기                                       |           |                                  |  |  |
| 에르네스토 · 산다사 · 디아스 · 렌넬라 · 마누 |              | 세사르 · 고이리아 · 루세나 · 무네타 · 아구스틴 |           |                                  |  |  |
|                                              |              |                                                |           |                                  |  |  |

| 2013년 9월 11일 | 하엔     | 1–0 | 누만시아 | 하엔                               |  |  |
| 21:00 CEST      | 호나 40′ |     |          | 경기장: 라 빅토리아 관중 수: 5,000 |  |  |
|                 |          |     |          |                                    |  |  |

| 2013년 9월 11일 | 레크레아티보                    | 3–2 (연) | 스포르팅 히혼               | 우엘바                                                     |  |  |
| 21:00 CEST      | 리나레스 17′, 69′ · 칼벤테 115′ |          | 레키치 65′ · 에르난데스 73′ | 경기장: 누에보 콜롬비노 관중 수: 1,487 심판: 로페스 아세라 |  |  |
|                 |                                 |          |                             |                                                            |  |  |

| 2013년 9월 11일 | 에이바르 | 1–0 | 테네리페 | 에이바르         |  |  |
| 19:30 CEST      | 베라 54′ |     |          | 경기장: 이푸루아 |  |  |
|                 |          |     |          |                  |  |  |

| 2013년 9월 11일 | 에르쿨레스                | 2–0 | 무르시아 | 알리칸테                                |  |  |
| 21:00 CEST      | 데 루카스 2′ · 무뇨스 77′ |     |          | 경기장: 호세 리코 페레스 관중 수: 6,500 |  |  |
|                 |                           |     |          |                                         |  |  |

| 2013년 9월 11일 | 지로나                     | 2–1 | 폰페라디나   | 지로나                          |  |  |
|                 | 훙카 84′ · 펠리페 산촌 85′ |     | 로부스테 43′ | 경기장: 몬틸리비 관중 수: 2,982 |  |  |
|                 |                            |     |              |                                 |  |  |

## 3라운드
3라운드 추첨식은 2013년 9월 13일(CEST)에 축구 도시에서 진행되었다. 추첨식에서, 2라운드를 통과한 2부 B나 3부 리그 구단들 중, 이전에 부전승으로 다음 라운드에 진출한 적 없는 구단 하나가 부전승으로 다음 라운드에 진출했다. 2부 리그 소속 구단들은 상호 맞대결을 펼쳤다. 나머지 2라운드 통과 구단들은 부전승으로 진출한 구단들을 상대했다. 경기는 2013년 10월 16일과 17일에 진행되었다.
| 1포트 세군다 디비시온                                                                                       | 2포트 세군다 디비시온 B 테르세라 디비시온 |
| --- | --- |
| 세군다 디비시온: 알라베스 알코르콘 데포르티보 에이바르 지로나 에르쿨레스 하엔 라스 팔마스 루고 레크레아티보 | 세군다 디비시온 B: 알헤시라스 부르고스 카르타헤나 짐나스틱 라우디오 레가네스 례이다 올림피크 하티바 라싱 산탄데르 산트 안드레우 * 투델라노 테르세라 디비시온: 아로 데포르티보 헤레스 |

### 경기
| 2013년 10월 16일 | 투델라노            | 1–4    | 카르타헤나                                          | 투델라                                             |  |  |
| 16:30            | 마르티 86′ (페널티) | 리포트 | 메히아스 49′ · 페데 66′ · 페르난도 83′ · 메누도 88′ | 경기장: 시우다드 데 투델라 심판: 에르모시야 알라냐 |  |  |
|                  |                     |        |                                                     |                                                    |  |  |

| 2013년 10월 16일 | 하엔                      | 2–0    | 데포르티보 | 하엔                                        |  |  |
| 19:30            | 세르반도 71′ · 후안마 77′ | 리포트 |            | 경기장: 라 빅토리아 심판: 트루히요 수아레스 |  |  |
|                  |                           |        |            |                                             |  |  |

| 2013년 10월 16일                                                                         | 라우디오                    | 2–2 (연) (7–8 승부차기)                                                         | 올림피크 하티바        | 라우디오-요디오                      |  |  |
| 20:00                                                                                    | 베르가라 54′, 111′ (페널티) | 리포트                                                                          | 벨다 72′ · 프랑크 113′ | 경기장: 에야쿠리 심판: 푸엔테 마르틴 |  |  |
|                                                                                          |                             | 승부차기                                                                        |                        |                                      |  |  |
| 베르가라 · 후아리스티 · 하레인 · 라라인사르 · 살세도 · 에라냐 · 람바리 · 벨트란 · 카사도 |                             | 바케로 · 페핀 · 프랑크 · 난도 라몬 · 모스케라 · 알카사르 · 사무 · 벨다 · 멘도사 |                        |                                      |  |  |
|                                                                                          |                             |                                                                                 |                        |                                      |  |  |

| 2013년 10월 16일                             | 아로         | 1–1 (연) (1–3 승부차기)              | 알헤시라스 | 아로                            |  |  |
| 20:15                                        | 브레이쇼 16′ | 리포트                               | 하퍼 15′   | 경기장: 엘 마소 심판: 레오 오요 |  |  |
|                                              |              | 승부차기                             |            |                                 |  |  |
| 알베르토 · 리에바나 · 안데르 · 다니 수아레스 |              | 하비 치코 · 벨랑가 · 마리오 · 알파로 |            |                                 |  |  |
|                                              |              |                                      |            |                                 |  |  |

| 2013년 10월 16일 | 부르고스 | 0–1    | 짐나스틱    | 부르고스                                |  |  |
| 20:30            |          | 리포트 | 마르코스 9′ | 경기장: 엘 플란티오 심판: 피사로 고메스 |  |  |
|                  |          |        |             |                                         |  |  |

| 2013년 10월 16일 | 헤레스                | 1–3    | 례이다 에스포르티우                | 헤레스 데 라 프론테라            |  |  |
| 20:30            | 아길라르 89′ (페널티) | 리포트 | 이마스 4′, 71′ (페널티) · 마타 76′ | 경기장: 차핀 심판: 로페스 로페스 |  |  |
|                  |                       |        |                                    |                                  |  |  |

| 2013년 10월 16일                           | 레가네스     | 1–1 (연) (3–5 승부차기)                    | 라싱 산탄데르       | 레가네스                           |  |  |
| 20:45                                      | 가르시아 16′ | 리포트                                     | 소리아 48′ (페널티) | 경기장: 부타르케 심판: 시드 카마초 |  |  |
|                                            |              | 승부차기                                   |                     |                                    |  |  |
| 바예로스 · 에라소 · 루이스 · 호르헤 알론소 |              | 미겔레스 · 후안페 · 코네 · 사울 · 마리아노 |                     |                                    |  |  |
|                                            |              |                                            |                     |                                    |  |  |

| 2013년 10월 16일                  | 지로나 | 0–0 (연) (4–2 승부차기)               | 알라베스 | 지로나                                   |  |  |
| 21:30                             |        | 리포트                                |          | 경기장: 몬틸리비 심판: 피녜이로 크레스포 |  |  |
|                                   |        | 승부차기                              |          |                                          |  |  |
| 한드로 · 조프레 · 리치 · 마타말라 |        | 비게라 · 에밀리오 · 구스만 · 오르티스 |          |                                          |  |  |
|                                   |        |                                       |          |                                          |  |  |

| 2013년 10월 16일 | 레크레아티보 | 1–0    | 루고 | 우엘바                                                        |  |  |
| 21:30            | 호셀루 78′   | 리포트 |      | 경기장: 누에보 콜롬비노 심판: 리카르도 데 부르고스 벵고에체아 |  |  |
|                  |              |        |      |                                                               |  |  |

| 2013년 10월 17일 | 에이바르 | 1–2 (연장전) | 알코르콘                       | 에이바르                             |  |  |
| 19:30            | 카파 71′ | 리포트       | 베라 44′ (자책골) · 알폰소 97′ | 경기장: 이푸루아 심판: 멜레로 로페스 |  |  |
|                  |          |              |                                |                                      |  |  |

| 2013년 10월 17일 | 라스 팔마스                                   | 3–0    | 에르쿨레스 | 라스 팔마스 데 그란 카나리아              |  |  |
| 21:30            | 크리산투스 10′ · 모모 17′ (페널티) · 타나 48′ | 리포트 |            | 경기장: 그란 카나리아 심판: 발데스 아예르 |  |  |
|                  |                                               |        |            |                                           |  |  |

참고
- (*) 산트 안드레우는 부전승으로 다음 라운드에 진출하였다.

## 본선
32강전 추첨은 2013년 11월 8일 축구 도시에서 진행되었다. 본선에는 1부 리그의 모든 구단이 합류했다.
32강전 대진표는 다음과 같이 짜였다: 남은 2부 B와 3부 리그 구단들은 유럽대항전에 참가하는 라 리가 구단들과 편성되었으며, 1포트(2부 B)의 구단들은 2A포트(챔피언스리그)의 4개 구단과 짝지어졌고, 나머지 1포트의 3개 구단도 2B포트(유로파리그) 구단들과 맞대결이 성사되었다. 3포트(세군다 디비시온) 5개 구단들은 남은 13개 1부 리그 구단들(4포트)과 짝지어졌다. 남은 8개 라 리가 구단들은 상호 맞대결을 펼쳤다. 다른 리그 소속 구단들과의 맞대결의 경우 하부 리그에 속한 구단이 1차전 안방 경기를 치렀다. 이 규정은 16강전에도 적용되었지만, 8강전과 준결승전에서는 적용되지 않고 추첨함에 나온 순서대로 안방 경기를 치렀다.
| 1포트 세군다 디비시온 B 테르세라 디비시온                                                                         | 2A포트 챔피언스리그                                                         | 2B포트 유로파리그      | 3포트 세군다 디비시온                         | 4포트 나머지 라 리가 구단                                                                                                 |
| --- | --------------------------------------------------------------------------- | ---------------------- | --------------------------------------------- | --- |
| 세군다 디비시온 B: 알헤시라스 카르타헤나 짐나스틱 례이다 에스포르티우 올림피크 하티바 라싱 산탄데르 산트 안드레우 | 바르셀로나 레알 마드리드 아틀레티코 마드리드 (전 시즌 우승) 레알 소시에다드 | 발렌시아 베티스 세비야 | 알코르콘 지로나 라스 팔마스 하엔 레크레아티보 | 알메리아 아틀레틱 빌바오 셀타 비고 엘체 에스파뇰 헤타페 그라나다 레반테 말라가 오사수나 라요 바예카노 바야돌리드 비야레알 |

### 32강 대진표
| 32강전 2013년 12월 6-8일 2013년 12월 17-19일 | 32강전 2013년 12월 6-8일 2013년 12월 17-19일 | 32강전 2013년 12월 6-8일 2013년 12월 17-19일 | 32강전 2013년 12월 6-8일 2013년 12월 17-19일 |  |                     | 16강전 2014년 1월 7-9일 2014년 1월 14-16일 | 16강전 2014년 1월 7-9일 2014년 1월 14-16일 | 16강전 2014년 1월 7-9일 2014년 1월 14-16일 | 16강전 2014년 1월 7-9일 2014년 1월 14-16일 |  |  | 8강전 2014년 1월 21-23일 2014년 1월 28-30일 | 8강전 2014년 1월 21-23일 2014년 1월 28-30일 | 8강전 2014년 1월 21-23일 2014년 1월 28-30일 | 8강전 2014년 1월 21-23일 2014년 1월 28-30일 |  |  | 준결승전 2014년 2월 5일 2014년 2월 11-12일 | 준결승전 2014년 2월 5일 2014년 2월 11-12일 | 준결승전 2014년 2월 5일 2014년 2월 11-12일 | 준결승전 2014년 2월 5일 2014년 2월 11-12일 |  |  | 결승전 2014년 4월 16일 | 결승전 2014년 4월 16일 |
|                                              |                                              |                                              |                                              |  |                     |                                            |                                            |                                            |                                            |  |  |                                             |                                             |                                             |                                             |  |  |                                            |                                            |                                            |                                            |  |  |                        |                        |
| 바야돌리드                                   | 0                                            | 1                                            | 1                                            |  |                     |                                            |                                            |                                            |                                            |  |  |                                             |                                             |                                             |                                             |  |  |                                            |                                            |                                            |                                            |  |  |                        |                        |
| 라요 바예카노                                | 0                                            | 3                                            | 3                                            |  |                     | 라요 바예카노                              | 0                                          | 0                                          | 0                                          |  |  |                                             |                                             |                                             |                                             |  |  |                                            |                                            |                                            |                                            |  |  |                        |                        |
| 레크레아티보                                 | 1                                            | 0                                            | 1                                            |  | 레반테              | 0                                          | 1                                          | 1                                          |                                            |  |  |                                             |                                             |                                             |                                             |  |  |                                            |                                            |                                            |                                            |  |  |                        |                        |
| 레반테                                       | 0                                            | 4                                            | 4                                            |  |                     |                                            |                                            |                                            |                                            |  |  | 레반테                                      | 1                                           | 1                                           | 2                                           |  |  |                                            |                                            |                                            |                                            |  |  |                        |                        |
| 카르타헤나                                   | 1                                            | 0                                            | 1                                            |  |                     |                                            |                                            |                                            |                                            |  |  | 바르셀로나                                  | 4                                           | 5                                           | 9                                           |  |  |                                            |                                            |                                            |                                            |  |  |                        |                        |
| 바르셀로나                                   | 4                                            | 3                                            | 7                                            |  |                     | 바르셀로나                                 | 4                                          | 2                                          | 6                                          |  |  |                                             |                                             |                                             |                                             |  |  |                                            |                                            |                                            |                                            |  |  |                        |                        |
| 지로나                                       | 1                                            | 1                                            | 2                                            |  | 헤타페              | 0                                          | 0                                          | 0                                          |                                            |  |  |                                             |                                             |                                             |                                             |  |  |                                            |                                            |                                            |                                            |  |  |                        |                        |
| 헤타페                                       | 1                                            | 4                                            | 5                                            |  |                     |                                            |                                            |                                            |                                            |  |  |                                             |                                             |                                             |                                             |  |  | 바르셀로나                                 | 2                                          | 1                                          | 3                                          |  |  |                        |                        |
| 알헤시라스                                   | 1                                            | 0                                            | 1                                            |  |                     |                                            |                                            |                                            |                                            |  |  |                                             |                                             |                                             |                                             |  |  | 레알 소시에다드                            | 0                                          | 1                                          | 1                                          |  |  |                        |                        |
| 레알 소시에다드                              | 1                                            | 4                                            | 5                                            |  |                     | 레알 소시에다드                            | 0                                          | 1                                          | 1                                          |  |  |                                             |                                             |                                             |                                             |  |  |                                            |                                            |                                            |                                            |  |  |                        |                        |
| 비야레알                                     | 2                                            | 1                                            | 3                                            |  | 비야레알            | 0                                          | 0                                          | 0                                          |                                            |  |  |                                             |                                             |                                             |                                             |  |  |                                            |                                            |                                            |                                            |  |  |                        |                        |
| 엘체                                         | 2                                            | 0                                            | 2                                            |  |                     |                                            |                                            |                                            |                                            |  |  | 레알 소시에다드                             | 3                                           | 0†                                          | 3                                           |  |  |                                            |                                            |                                            |                                            |  |  |                        |                        |
| 라싱 산탄데르                                | 0                                            | 2                                            | 2                                            |  |                     |                                            |                                            |                                            |                                            |  |  | 라싱 산탄데르                               | 1                                           | 0                                           | 1                                           |  |  |                                            |                                            |                                            |                                            |  |  |                        |                        |
| 세비야                                       | 1                                            | 0                                            | 1                                            |  |                     | 라싱 산탄데르                              | 1                                          | 2                                          | 3                                          |  |  |                                             |                                             |                                             |                                             |  |  |                                            |                                            |                                            |                                            |  |  |                        |                        |
| 라스 팔마스                                  | 1                                            | 0                                            | 1                                            |  | 알메리아            | 1                                          | 0                                          | 1                                          |                                            |  |  |                                             |                                             |                                             |                                             |  |  |                                            |                                            |                                            |                                            |  |  |                        |                        |
| 알메리아                                     | 3                                            | 0                                            | 3                                            |  |                     |                                            |                                            |                                            |                                            |  |  |                                             |                                             |                                             |                                             |  |  |                                            |                                            |                                            |                                            |  |  | 바르셀로나             | 1                      |
| 알코르콘 (5-4, 승)                           | 0                                            | 2                                            | 2                                            |  |                     |                                            |                                            |                                            |                                            |  |  |                                             |                                             |                                             |                                             |  |  |                                            |                                            |                                            |                                            |  |  | 레알 마드리드          | 2                      |
| 그라나다                                     | 2                                            | 0                                            | 2                                            |  |                     | 알코르콘                                   | 1                                          | 2                                          | 3                                          |  |  |                                             |                                             |                                             |                                             |  |  |                                            |                                            |                                            |                                            |  |  |                        |                        |
| 하엔                                         | 2                                            | 0                                            | 2                                            |  | 에스파뇰            | 0                                          | 4                                          | 4                                          |                                            |  |  |                                             |                                             |                                             |                                             |  |  |                                            |                                            |                                            |                                            |  |  |                        |                        |
| 에스파뇰                                     | 2                                            | 2                                            | 4                                            |  |                     |                                            |                                            |                                            |                                            |  |  | 에스파뇰                                    | 0                                           | 0                                           | 0                                           |  |  |                                            |                                            |                                            |                                            |  |  |                        |                        |
| 올림피크 하티바                              | 0                                            | 0                                            | 0                                            |  |                     |                                            |                                            |                                            |                                            |  |  | 레알 마드리드                               | 1                                           | 1                                           | 2                                           |  |  |                                            |                                            |                                            |                                            |  |  |                        |                        |
| 레알 마드리드                                | 0                                            | 2                                            | 2                                            |  |                     | 레알 마드리드                              | 2                                          | 2                                          | 4                                          |  |  |                                             |                                             |                                             |                                             |  |  |                                            |                                            |                                            |                                            |  |  |                        |                        |
| 말라가                                       | 3                                            | 1                                            | 4                                            |  | 오사수나            | 0                                          | 0                                          | 0                                          |                                            |  |  |                                             |                                             |                                             |                                             |  |  |                                            |                                            |                                            |                                            |  |  |                        |                        |
| 오사수나 (원)                                | 3                                            | 1                                            | 4                                            |  |                     |                                            |                                            |                                            |                                            |  |  |                                             |                                             |                                             |                                             |  |  | 레알 마드리드                              | 3                                          | 2                                          | 5                                          |  |  |                        |                        |
| 짐나스틱                                     | 0                                            | 0                                            | 0                                            |  |                     |                                            |                                            |                                            |                                            |  |  |                                             |                                             |                                             |                                             |  |  | 아틀레티코 마드리드                        | 0                                          | 0                                          | 0                                          |  |  |                        |                        |
| 발렌시아                                     | 0                                            | 1                                            | 1                                            |  |                     | 발렌시아                                   | 1                                          | 0                                          | 1                                          |  |  |                                             |                                             |                                             |                                             |  |  |                                            |                                            |                                            |                                            |  |  |                        |                        |
| 산트 안드레우                                | 0                                            | 1                                            | 1                                            |  | 아틀레티코 마드리드 | 1                                          | 2                                          | 3                                          |                                            |  |  |                                             |                                             |                                             |                                             |  |  |                                            |                                            |                                            |                                            |  |  |                        |                        |
| 아틀레티코 마드리드                          | 4                                            | 2                                            | 6                                            |  |                     |                                            |                                            |                                            |                                            |  |  | 아틀레티코 마드리드                         | 1                                           | 2                                           | 3                                           |  |  |                                            |                                            |                                            |                                            |  |  |                        |                        |
| 례이다 에스포르티우                          | 1                                            | 2                                            | 3                                            |  |                     |                                            |                                            |                                            |                                            |  |  | 아틀레틱 빌바오                             | 0                                           | 1                                           | 1                                           |  |  |                                            |                                            |                                            |                                            |  |  |                        |                        |
| 베티스                                       | 2                                            | 2                                            | 4                                            |  |                     | 베티스                                     | 1                                          | 0                                          | 1                                          |  |  |                                             |                                             |                                             |                                             |  |  |                                            |                                            |                                            |                                            |  |  |                        |                        |
| 셀타 비고                                    | 1                                            | 0                                            | 1                                            |  | 아틀레틱 빌바오     | 0                                          | 2                                          | 2                                          |                                            |  |  |                                             |                                             |                                             |                                             |  |  |                                            |                                            |                                            |                                            |  |  |                        |                        |
| 아틀레틱 빌바오                              | 0                                            | 4                                            | 4                                            |  |                     |                                            |                                            |                                            |                                            |  |  |                                             |                                             |                                             |                                             |  |  |                                            |                                            |                                            |                                            |  |  |                        |                        |

## 32강전

### 1차전
| 2013년 12월 6일 | 례이다 에스포르티우 | 1–2 | 베티스                           | 례이다                                                              |  |  |
| 12:00           | 미야 57′            |     | 베르두 27′ (페널티) · 몰리나 43′ | 경기장: 캄 데스포르츠 관중 수: 9,100 심판: 카를로스 델가도 페레이로 |  |  |
|                 |                     |     |                                  |                                                                     |  |  |

| 2013년 12월 6일 | 비야레알                       | 2–2 | 엘체                      | 비야레알                                                         |  |  |
| 16:00           | 도스 산토스 22′ · 아키노 90+4′ |     | 펠레그린 61′ · 부아치 66′ | 경기장: 엘 마드리갈 관중 수: 15,000 심판: 카를로스 클로스 고메스 |  |  |
|                 |                                |     |                           |                                                                  |  |  |

| 2013년 12월 6일 | 알헤시라스 | 1–1 | 레알 소시에다드 | 알헤시라스                                                      |  |  |
| 18:00           | 알파로 64′ |     | 그리즈만 58′    | 경기장: 누에보 미라도르 관중 수: 6,000 심판: 미겔 아이사 가메스 |  |  |
|                 |            |     |                 |                                                                 |  |  |

| 2013년 12월 6일 | 라싱 산탄데르 | 0–1 | 세비야    | 산탄데르                                                                      |  |  |
| 20:00           |               |     | 하이로 5′ | 경기장: 엘 사르디네로 관중 수: 5,000 심판: 이그나시오 이글레시아스 비야누에바 |  |  |
|                 |               |     |           |                                                                               |  |  |

| 2013년 12월 6일 | 카르타헤나   | 1–4 | 바르셀로나                                  | 카르타헤나                                                                    |  |  |
| 22:00           | 페르난도 17′ |     | 페드로 36′, 76′ · 파브레가스 43′ · 동구 90′ | 경기장: 에스타디오 카르타고노바 관중 수: 13,126 심판: 카를로스 델 세로 그란데 |  |  |
|                 |              |     |                                             |                                                                               |  |  |

| 2013년 12월 6일 | 바야돌리드 | 0–0 | 라요 바예카노 | 바야돌리드                                             |  |  |
| 22:00           |            |     |               | 경기장: 호세 소리야 관중 수: 7,037 심판: 마테우 라오스 |  |  |
|                 |            |     |               |                                                        |  |  |

| 2013년 12월 7일 | 산트 안드레우 | 0–4 | 아틀레티코 마드리드                     | 바르셀로나                                                                      |  |  |
| 16:00           |               |     | 가르시아 12′ · 투란 20′, 55′ · 비야 85′ | 경기장: 캄 무니시팔 나르시스 살라 관중 수: 6,563 심판: 알베르토 운디아노 마옝코 |  |  |
|                 |               |     |                                         |                                                                                 |  |  |

| 2013년 12월 7일 | 지로나     | 1–1 | 헤타페     | 지로나           |  |  |
| 18:00           | 티모르 15′ |     | 마리카 37′ | 경기장: 몬틸리비 |  |  |
|                 |            |     |            |                  |  |  |

| 2013년 12월 7일 | 셀타 비고 | 1–0 | 아틀레틱 빌바오 | 비고               |  |  |
| 20:00           | 미나 71′  |     |                 | 경기장: 발라이도스 |  |  |
|                 |           |     |                 |                    |  |  |

| 2013년 12월 7일 | 레크레아티보 | 1–0 | 레반테 | 우엘바                  |  |  |
| 22:00           | 루이만 89′   |     |        | 경기장: 누에보 콜롬비노 |  |  |
|                 |              |     |        |                         |  |  |

| 2013년 12월 7일 | 올림피크 하티바 | 0–0 | 레알 마드리드 | 발렌시아                                           |  |  |
| 22:00           |                 |     |               | 경기장: 라 무르타 심판: 다비드 페르난데스 보르발란 |  |  |
|                 |                 |     |               |                                                    |  |  |

| 2013년 12월 8일 | 알코르콘 | 0–2 | 그라나다        | 알코르콘            |  |  |
| 12:00           |          |     | 이갈로 30′, 81′ | 경기장: 산토 도밍고 |  |  |
|                 |          |     |                 |                     |  |  |

| 2013년 12월 8일 | 짐나스틱 | 0–0 | 발렌시아 | 타라고나                          |  |  |
| 17:00           |          |     |          | 경기장: 노우 에스타디 데 타라고나 |  |  |
|                 |          |     |          |                                   |  |  |

| 2013년 12월 8일 | 라스 팔마스  | 1–3 | 알메리아                            | 라스 팔마스 데 그란 카나리아 |  |  |
| 17:00           | 나우세트 73′ |     | 디아스 14′, 25′ (페널티) · 비달 20′ | 경기장: 그란 카나리아        |  |  |
|                 |              |     |                                     |                              |  |  |

| 2013년 12월 8일 | 하엔                                 | 2–2 | 에스파뇰                     | 하엔                |  |  |
| 19:00           | 시드네이 64′ (자책골) · 호사베드 70′ |     | D. 로페스 44′ · 스투아니 87′ | 경기장: 라 빅토리아 |  |  |
|                 |                                      |     |                              |                     |  |  |

| 2013년 12월 8일 | 말라가                                 | 3–3 | 오사수나                                 | 말라가              |  |  |
| 21:00           | 산체스 31′ · 안투네스 37′ · 후안미 47′ |     | 토레스 57′ · 오누 61′ · 아르멘테로스 77′ | 경기장: 라 로살레다 |  |  |
|                 |                                        |     |                                          |                     |  |  |

### 2차전
| 2013년 12월 17일 | 엘체 | 0–1 (합계 2–3) | 비야레알   | 엘체                                                                         |  |  |
| 20:00            |      | 리포트         | 페르베 55′ | 경기장: 마르티네스 발레로 관중 수: 17,307 심판: 알폰소 알바레스 이스키에르도 |  |  |
|                  |      |                |            |                                                                              |  |  |

| 2013년 12월 17일 | 헤타페                                                     | 4–1 (합계 5–2) | 지로나              | 헤타페                                                                                 |  |  |
| 20:00            | 사라비아 1′ · 콜룽가 5′ (페널티) · 라피타 35′ · 로페스 73′ | 리포트         | 한드로 59′ (페널티) | 경기장: 콜리세움 알폰소 페레스 관중 수: 2,000 심판: 이그나시오 이글레시아스 비야누에바 |  |  |
|                  |                                                            |                |                     |                                                                                        |  |  |

| 2013년 12월 17일 | 레반테                                                | 4–0 (합계 4–1) | 레크레아티보 | 발렌시아                                                           |  |  |
| 20:00            | 시망 마테 3′ · 루벤 17′ · 이반시츠 50′ · 카마라사 53′ | 리포트         |              | 경기장: 발렌시아 시립 경기장 관중 수: 7,200 심판: 헤수스 힐 만사노 |  |  |
|                  |                                                       |                |              |                                                                    |  |  |

| 2013년 12월 17일 | 오사수나           | 1–1 (합계 4–4 (원) | 말라가       | 팜플로나                                                   |  |  |
| 20:00            | 웰링통 1′ (자책골) | 리포트             | 일리제우 61′ | 경기장: 엘 사다르 관중 수: 10,538 심판: 미겔 아이사 가메스 |  |  |
|                  |                    |                    |              |                                                            |  |  |

| 2013년 12월 17일 | 바르셀로나                                      | 3–0 (합계 7–1) | 카르타헤나 | 바르셀로나                                                 |  |  |
| 22:00            | 페드로 31′ · 산체스 68′ (자책골) · 네이마르 88′ | 리포트         |            | 경기장: 캄 노우 관중 수: 47,280 심판: 페드로 페레스 몬테로 |  |  |
|                  |                                                 |                |            |                                                            |  |  |

| 2013년 12월 17일                              | 그라나다 | 0–2 (연) (합계 2–2) (4–5 승부차기)        | 알코르콘                  | 그라나다                                                                       |  |  |
| 22:00                                         |          | 리포트                                    | 베르데스 41′ · 나고레 81′ | 경기장: 로스 카르메네스 관중 수: 13,000 심판: 에두아르도 프리에토 이글레시아스 |  |  |
|                                               |          | 승부차기                                  |                           |                                                                                |  |  |
| 레시오 · 옙다 · 피티 · 이갈로 · 리키 · 무리요 |          | 미켈 · 훌리 · 나고레 · 산스 · 키니 · 호니 |                           |                                                                                |  |  |
|                                               |          |                                           |                           |                                                                                |  |  |

| 2013년 12월 18일 | 레알 소시에다드                                     | 4–0 (합계 5–1) | 알헤시라스 | 산 세바스티안                                   |  |  |
| 19:30            | 로스 40′ · 세페로비치 66′ · 그리즈만 70′ · 벨라 74′ | 리포트         |            | 경기장: 아노에타 심판: 세사르 무니스 페르난데스 |  |  |
|                  |                                                     |                |            |                                                 |  |  |

| 2013년 12월 18일 | 아틀레티코 마드리드               | 2–1 (합계 6–1) | 산트 안드레우 | 마드리드                                             |  |  |
| 19:30            | 엑토르 79′ · 알데르베이럴트 90+2′ | 리포트         | 카로사 14′    | 경기장: 비센테 칼데론 심판: 후안 마르티네스 무누에라 |  |  |
|                  |                                   |                |               |                                                      |  |  |

| 2013년 12월 18일 | 베티스                 | 2–2 (합계 4–3) | 례이다 에스포르티우     | 세비야                                                 |  |  |
| 19:30            | 파울랑 5′ · 아마야 10′ | 리포트         | 몬포르테 38′ · 마타 55′ | 경기장: 베니토 비야마린 심판: 알베르토 운디아노 마옝코 |  |  |
|                  |                        |                |                         |                                                        |  |  |

| 2013년 12월 18일 | 알메리아 | 0–0 (합계 3–1) | 라스 팔마스 | 알메리아                                                  |  |  |
| 19:30            |          | 리포트         |             | 경기장: 지중해 게임 경기장 심판: 카를로스 델가도 페레이로 |  |  |
|                  |          |                |             |                                                           |  |  |

| 2013년 12월 18일 | 레알 마드리드                           | 2–0 (합계 2–0) | 올림피크 하티바 | 마드리드                                                              |  |  |
| 21:30            | 이야라멘디 16′ · 디 마리아 28′ (페널티) | 리포트         |                 | 경기장: 산티아고 베르나베우 심판: 호세 안토니오 테이세이라 비티에네스 |  |  |
|                  |                                         |                |                 |                                                                       |  |  |

| 2013년 12월 18일 | 세비야 | 0–2 (합계 1–2) | 라싱 산탄데르                    | 세비야                                               |  |  |
| 21:30            |        | 리포트         | 미겔레스 63′ (페널티) · 코네 90′ | 경기장: 산체스 피스후안 심판: 호세 곤살레스 곤살레스 |  |  |
|                  |        |                |                                  |                                                      |  |  |

| 2013년 12월 19일 | 에스파뇰                | 2–0 (합계 4–2) | 하엔 | 바르셀로나                                              |  |  |
| 19:30            | 시망 16′ · 시드네이 85′ |                |      | 경기장: 코르넬랴-엘 프라트 심판: 카를로스 클로스 고메스 |  |  |
|                  |                         |                |      |                                                         |  |  |

| 2013년 12월 19일 | 발렌시아     | 1–0 (합계 1–0) | 짐나스틱 | 발렌시아                                       |  |  |
| 19:30            | 알카세르 37′ |                |          | 경기장: 메스타야 심판: 카를로스 델 세로 그란데 |  |  |
|                  |              |                |          |                                                |  |  |

| 2013년 12월 19일 | 라요 바예카노                  | 3–1 (합계 3–1) | 바야돌리드 | 마드리드                                              |  |  |
| 19:30            | 아드리안 32′, 87′ · 부에노 89′ |                | 게라 27′   | 경기장: 바예카스 심판: 차비에르 에스트라다 페르난데스 |  |  |
|                  |                                |                |            |                                                       |  |  |

| 2013년 12월 19일 | 아틀레틱 빌바오                                 | 4–0 (합계 4–1) | 셀타 비고 | 빌바오                                                 |  |  |
| 21:30            | 무니아인 20′, 80′ · 수사에타 44′ · 아두리스 86′ |                |           | 경기장: 산 마메스 심판: 페르난도 테이세이라 비티에네스 |  |  |
|                  |                                                 |                |           |                                                        |  |  |

## 16강전

### 1차전
| 2014년 1월 7일 | 발렌시아       | 1–1    | 아틀레티코 마드리드 | 발렌시아                                      |  |  |
| 22:00          | 포스티가 90+3′ | 리포트 | 가르시아 72′        | 경기장: 메스타야 심판: 카를로스 클로스 고메스 |  |  |
|                |                |        |                     |                                               |  |  |

| 2014년 1월 8일 | 알코르콘   | 1–0    | 에스파뇰 | 알코르콘                                           |  |  |
| 20:00          | 파체코 72′ | 리포트 |          | 경기장: 산토 도밍고 심판: 세사르 무니스 페르난데스 |  |  |
|                |            |        |          |                                                    |  |  |

| 2014년 1월 8일 | 베티스       | 1–0    | 아틀레틱 빌바오 | 세비야                                                     |  |  |
| 20:00          | 카스트로 42′ | 리포트 |                 | 경기장: 베니토 비야마린 심판: 알폰소 알바레스 이스키에르도 |  |  |
|                |              |        |                 |                                                            |  |  |

| 2014년 1월 8일 | 바르셀로나                                    | 4–0    | 헤타페 | 바르셀로나                                   |  |  |
| 22:00          | 파브레가스 9′, 62′ (페널티) · 메시 90′, 90+3′ | 리포트 |        | 경기장: 캄 노우 심판: 호세 곤살레스 곤살레스 |  |  |
|                |                                               |        |        |                                              |  |  |

| 2014년 1월 8일 | 라싱 산탄데르 | 1–1    | 알메리아   | 산탄데르                                                       |  |  |
| 22:00          | 콘차 65′      | 리포트 | 코로나 26′ | 경기장: 엘 사르디네로 심판: 이그나시오 이글레시아스 비야누에바 |  |  |
|                |               |        |            |                                                                |  |  |

| 2014년 1월 9일 | 레알 소시에다드 | 0–0    | 비야레알 | 산 세바스티안                                   |  |  |
| 19:30          |                 | 리포트 |          | 경기장: 아노에타 심판: 알베르토 운디아노 마옝코 |  |  |
|                |                 |        |          |                                                 |  |  |

| 2014년 1월 9일 | 레알 마드리드         | 2–0    | 오사수나 | 마드리드                                               |  |  |
| 21:30          | 벤제마 19′ · Jesé 60′ | 리포트 |          | 경기장: 산티아고 베르나베우 심판: 페드로 페레스 몬테로 |  |  |
|                |                       |        |          |                                                        |  |  |

| 2014년 1월 9일 | 라요 바예카노 | 0–0    | 레반테 | 마드리드                                                   |  |  |
| 21:30          |               | 리포트 |        | 경기장: 바예카스 심판: 호세 안토니오 테이세이라 비티에네스 |  |  |
|                |               |        |        |                                                            |  |  |

### 2차전
| 2014년 1월 14일 | 알메리아 | 0–2 (합계 1–3) | 라싱 산탄데르           | 알메리아                                                          |  |  |
| 19:30           |          | 리포트         | 마리아노 62′ · 두란 79′ | 경기장: 지중해 게임 경기장 심판: 알레한드로 에르난데스 에르난데스 |  |  |
|                 |          |                |                         |                                                                   |  |  |

| 2014년 1월 14일 | 아틀레티코 마드리드     | 2–0 (합계 3–1) | 발렌시아 | 마드리드                                                   |  |  |
| 21:30           | 고딘 51′ · 가르시아 89′ | 리포트         |          | 경기장: 비센테 칼데론 심판: 차비에르 에스트라다 페르난데스 |  |  |
|                 |                         |                |          |                                                            |  |  |

| 2014년 1월 15일 | 아틀레틱 빌바오 | 2–0 (합계 2–1) | 베티스 | 빌바오                                          |  |  |
| 19:30           | 리코 23′, 67′   | 리포트         |        | 경기장: 산 마메스 심판: 카를로스 델 세로 그란데 |  |  |
|                 |                 |                |        |                                                 |  |  |

| 2014년 1월 15일 | 에스파뇰                                                   | 4–2 (합계 4–3) | 알코르콘               | 바르셀로나                                          |  |  |
| 19:30           | 시망 10′ · 가르시아 23′ (페널티) · 알바레스 84′ · 피시 87′ | 리포트         | 플라노 4′ · 하비토 80′ | 경기장: 코르넬랴-엘 프라트 심판: 미겔 아이사 가메스 |  |  |
|                 |                                                            |                |                        |                                                     |  |  |

| 2014년 1월 15일 | 레반테   | 1–0 (합계 1–0) | 라요 바예카노 | 발렌시아                                                      |  |  |
| 21:30           | 바랄 43′ | 리포트         |               | 경기장: 발렌시아 시립 경기장 심판: 다비드 페르난데스 보르발란 |  |  |
|                 |          |                |               |                                                               |  |  |

| 2014년 1월 15일 | 오사수나 | 0–2 (합계 0–4) | 레알 마드리드              | 팜플로나                                       |  |  |
| 21:30           |          | 리포트         | 호날두 21′ · 디 마리아 56′ | 경기장: 엘 사다르 심판: 안토니오 마테우 라오스 |  |  |
|                 |          |                |                            |                                                |  |  |

| 2014년 1월 16일 | 비야레알 | 0–1 (합계 0–1) | 레알 소시에다드 | 비야레알                                                                  |  |  |
| 13:00           |          | 리포트         | 로스 32′        | 경기장: 엘 마드리갈 관중 수: 15000 심판: 에두아르도 프리에토 이글레시아스 |  |  |
|                 |          |                |                 |                                                                           |  |  |

| 2014년 1월 16일 | 헤타페 | 0–2 (합계 0–6) | 바르셀로나    | 헤타페                                                |  |  |
| 22:00           |        | 리포트         | 메시 44′, 63′ | 경기장: 콜리세움 알폰소 페레스 심판: 헤수스 힐 만사노 |  |  |
|                 |        |                |               |                                                       |  |  |

## 8강전

### 1차전
| 2014년 1월 21일 | 에스파뇰 | 0–1    | 레알 마드리드 | 바르셀로나                                                              |  |  |
| 21:00           |          | 리포트 | 벤제마 25′    | 경기장: 코르넬랴-엘 프라트 관중 수: 30,837 심판: 카를로스 클로스 고메스 |  |  |
|                 |          |        |               |                                                                         |  |  |

| 2014년 1월 22일 | 레알 소시에다드             | 3–1    | 라싱 산탄데르 | 산 세바스티안                                                     |  |  |
| 20:00           | 곤살레스 4′, 33′ · 벨라 62′ | 리포트 | 코네 83′      | 경기장: 아노에타 관중 수: 18,911 심판: 카를로스 벨라스코 카르바요 |  |  |
|                 |                             |        |               |                                                                   |  |  |

| 2014년 1월 22일 | 레반테      | 1–4    | 바르셀로나                                 | 발렌시아                                                                            |  |  |
| 22:00           | 엘 자르 31′ | 리포트 | 후안프란 53′ (자책골) · 테요 60′, 81′, 86′ | 경기장: 발렌시아 시립 경기장 관중 수: 18,852 심판: 알레한드로 에르난데스 에르난데스 |  |  |
|                 |             |        |                                            |                                                                                     |  |  |

| 2014년 1월 23일 | 아틀레티코 마드리드 | 1–0    | 아틀레틱 빌바오 | 마드리드                                               |  |  |
| 21:00           | 고딘 41′            | 리포트 |                 | 경기장: 비센테 칼데론 심판: 다비드 페르난데스 보르발란 |  |  |
|                 |                     |        |                 |                                                        |  |  |

### 2차전
| 2014년 1월 28일 | 레알 마드리드 | 1–0 (합계 2–0) | 에스파뇰 | 마드리드                                                                         |  |  |
| 21:00           | 헤세 7′       | 리포트         |          | 경기장: 산티아고 베르나베우 관중 수: 54,500 심판: 페르난도 테이세이라 비티에네스 |  |  |
|                 |               |                |          |                                                                                  |  |  |

| 2014년 1월 29일 | 아틀레틱 빌바오 | 1–2 (합계 1–3) | 아틀레티코 마드리드              | 빌바오                                                         |  |  |
| 20:00           | 아두리스 42′    | 리포트         | 가르시아 55′ · 디에고 코스타 86′ | 경기장: 산 마메스 관중 수: 34,000 심판: 안토니오 마테우 라오스 |  |  |
|                 |                 |                |                                  |                                                                |  |  |

| 2014년 1월 29일 | 바르셀로나                                                   | 5–1 (합계 9–2) | 레반테               | 바르셀로나                                                     |  |  |
| 21:00           | 아드리아누 28′ · 푸욜 44′ · 산체스 50′, 52′ · 파브레가스 68′ | 리포트         | 로베르토 9′ (자책골) | 경기장: 캄 노우 관중 수: 25,551 심판: 알베르토 운디아노 마옝코 |  |  |
|                 |                                                              |                |                      |                                                                |  |  |

| 2014년 1월 30일 | 라싱 산탄데르 | 0–0* (합계 1–3) | 레알 소시에다드 | 산탄데르                                     |  |  |
| 20:00           |               | 리포트          |                 | 경기장: 엘 사르디네로 심판: 헤수스 힐 만사노 |  |  |
|                 |               |                 |                 |                                              |  |  |

* 경기는 전반전에 라싱 산탄데르 선수들이 회장의 임금 체불로 인한 분란과 구단 운영진 및 회장의 사임 요구로 경기 출전을 거부하면서 0-0으로 중단되었다.

## 준결승전

### 1차전
| 2014년 2월 5일 | 레알 마드리드                       | 3–0    | 아틀레티코 마드리드 | 마드리드                                                                 |  |  |
| 20:00          | 페페 17′ · 헤세 57′ · 디 마리아 73′ | 리포트 |                     | 경기장: 산티아고 베르나베우 관중 수: 74,278 심판: 카를로스 클로스 고메스 |  |  |
|                |                                     |        |                     |                                                                          |  |  |

| 2014년 2월 5일 | 바르셀로나                             | 2–0    | 레알 소시에다드 | 바르셀로나                                                   |  |  |
| 22:00          | 부스케츠 44′ · 수비카라이 60′ (자책골) | 리포트 |                 | 경기장: 캄 노우 관중 수: 38,505 심판: 호세 곤살레스 곤살레스 |  |  |
|                |                                        |        |                 |                                                              |  |  |

### 2차전
| 2014년 2월 11일 | 아틀레티코 마드리드 | 0–2 (합계 0–5) | 레알 마드리드                    | 마드리드                                                             |  |  |
| 21:00           |                     | 리포트         | 호날두 7′ (페널티), 16′ (페널티) | 경기장: 비센테 칼데론 관중 수: 40,000 심판: 알베르토 운디아노 마옝코 |  |  |
|                 |                     |                |                                  |                                                                      |  |  |

| 2014년 2월 12일 | 레알 소시에다드 | 1–1 (합계 1–3) | 바르셀로나 | 산 세바스티안                                                         |  |  |
| 22:00           | 그리즈만 87′    | 리포트         | 메시 27′   | 경기장: 아노에타 관중 수: 28,153 심판: 페르난도 테이세이라 비티에네스 |  |  |
|                 |                 |                |            |                                                                       |  |  |

## 결승전
| 레알 마드리드            | 2–1 | 바르셀로나   |
| ------------------------ | --- | ------------ |
| 디 마리아 11′ · 베일 85′ |     | 바르트라 68′ |

## 우승
| 코파 델 레이 2013–14 우승 |
| ------------------------- |
| 레알 마드리드 19번째 우승 |

## 득점 집계
| 순위 | 선수                | 득점 | 구단                |
| ---- | ------------------- | ---- | ------------------- |
| 1    | 리오넬 메시         | 5    | 바르셀로나          |
| 2    | 세스크 파브레가스   | 4    | 바르셀로나          |
| 2    | 앙헬 디 마리아      | 4    | 레알 마드리드       |
| 2    | 라울 가르시아       | 4    | 아틀레티코 마드리드 |
| 5    | 앙투안 그리즈만     | 3    | 레알 소시에다드     |
| 5    | 크리스티아누 호날두 | 3    | 레알 마드리드       |
| 5    | 크리스티안 테요     | 3    | 바르셀로나          |
| 5    | 헤수스 이마스       | 3    | 례이다              |
| 5    | 헤세                | 3    | 레알 마드리드       |
| 5    | 마마두 코네         | 3    | 라싱 산탄데르       |
| 5    | 페드로              | 3    | 바르셀로나          |
| 5    | 오스카르 플라노     | 3    | 알코르콘            |
| 5    | 아브돈 프라츠       | 3    | 부르고스            |

## 같이 보기
- 라리가 2013-14
- 세군다 디비시온 2013-14
- 세군다 디비시온 B 2013-14
- 테르세라 디비시온 2013-14